# Bodonyi Csaba
Bodonyi Csaba (Nyíregyháza, 1943. augusztus 2. –) Ybl- és Széchenyi-díjas építész, 1985–1990 között országgyűlési képviselő. 

## Életútja
Tanulmányok: 1961–67 Építőipari és Közlekedési Műszaki Egyetem Építészmérnöki Kar, 1970–72 Magyar Építészek Szövetsége Mesteriskolája, mestere: Plesz Antal.
Végzése után, 1967-ben Miskolcon, az Északtervnél lett gyakornok. 1968–69-ben a Pest Megyei Tanácsi, 1969–70-ben Esztergomban, a Komárom Megyei Tanácsi Tervező Irodában volt tervező, majd 1970-től 1989-ig az Északtervnél dolgozott mint tervező, főépítész, műszaki igazgatóhelyettes. 1989–98-ban az Interplan Tervező-Fejlesztő-Beruházó Kft. műteremvezető tervezője, 1987 és 2011 között Tokaj város főépítésze volt. 1980–84-ben a MÉSZ Mesteriskolája vezető építésze lett. 1977 és 1988 között a Miskolci Építészműhely szervezője és szakmai vezetője volt. 1990-ben saját tulajdonú műtermet alapított, amely Bodonyi Építész Kft. néven működik a vezetése alatt. 
1972-től a MÉSZ tagja, 1997-99 a Magyar Építészkamara alelnöke, 1999–2001 elnökségi tagja, 1996-tól 2005-ig a Borsod-Abaúj-Zemplén Megyei Építész Kamara elnöke. 1985–90 országgyűlési képviselő, az Építési-közlekedésfejlesztési Bizottság tagja, 1994-től tagja a Kós Károly Egyesülésnek, 1992-től a Magyar Művészeti Akadémia alapító tagja, 1996-ig elnökségi tagja. 1993-tól címzetes egyetemi tanár. Alapító tagja a Széchenyi Irodalmi és Művészeti Akadémia Miskolci Területi Csoportjának, 2009-től elnöke.

## Munkássága
Mind főépítészként, mind tervezőként jelentős életművel bír. Huszonnégy évig volt Tokaj város főépítésze, rendkívül sokat tett 2002-ben a UNESCO által világörökségi védelembe vett város, illetve borvidék épített örökségének megőrzéséért, településképének formálásáért. 1996-ban Tokaj városát Hild János-díjjal tüntették ki.

## Elismerései, kitüntetései
- 1979 Ybl Miklós-díj
- 1990 címzetes főiskolai tanár (Pécs, Pollack Mihály Főiskola)
- 1991 Széchenyi-díj
- 1993 címzetes egyetemi tanár (Budapesti Műszaki és Gazdaságtudományi Egyetem)
- 1993 Kotsis Iván-érem
- 1995 Pro Villa Sajópetri
- 1997 Pro Urbe Tokaj
- 1997 Pro Urbe Miskolc
- 1998 DLA fokozat (Budapesti Műszaki és Gazdaságtudományi Egyetem)
- 2000 Miskolc város Alkotói díja
- 2000 Borsod-Abaúj-Zemplén Megye Alkotói díja
- 2001 Miskolc város Alkotói díja
- 2003 Az Év főépítésze
- 2004 Pro Architectura díj
- 2006 Miskolc város Építészeti Alkotói díja
- 2006 Príma-díj
- 2011 Miskolc város díszpolgára
- 2012 a Magyar Művészeti Akadémia tagja

## Kötetei
- Bodonyi Csaba; Kijárat, Bp., 2006 (Vallomások... architectura sorozat)